# 三原善隆
三原 善隆（みはら よしたか）は、北海道出身のキーボーディスト。主にエレクトーンを演奏する。ネム音楽院（現・ヤマハ音楽院）エレクトーン科卒業。第12回エレクトーンコンクール全日本大会入賞の経歴を持つ。
財団法人ヤマハ音楽振興会東京支部指導スタッフなどを経て、1991年4月に演奏者としてデビュー。1993年4月21日には初のオリジナル・アルバム『NIGHT RIDER』を日本コロムビアからリリース。表題曲はエレクトーン界では大ヒット曲として知られる。
1994年4月21日には第2弾アルバム『Winning Cup』を、2000年10月21日には6年半振りの第3弾アルバムで三原が初めてプロデュースした『Progress』を共に日本コロムビアからリリース（『NIGHT RIDER』及び『Winning Cup』はトロンボーン奏者・新井英治プロデュース。1992年1月にはアルファレコードから『MINDSCAPE COLLECTION』をリリース）。
オリジナル・アルバムは『Progress』以来発表していないが、多彩なゲストを迎えての「三原善隆SUPER SESSION」を毎年開催するなど精力的に活動を続けている。株式会社スタジオファン代表取締役社長、ヤマハ音楽院エレクトーン科講師、日本作編曲家協会（JCAA）会員。2016年4月より洗足学園音楽大学客員教授として活動していた。2024年1月に2023年12月25日に死去したことが日本作編曲家協会から公表された。
三原の楽曲はテレビのOPテーマ曲及びジングルとして使われることが多く、アルバム第2弾『Winning Cup』の表題曲はテレビ朝日系「ステーションEYE」、テレビ神奈川「新車情報」のOPテーマ曲として使われた。NHKで放送された「くらしのジャーナル」で使われた「Peppermint Kiss」はミレニアム・バージョンとして『Progress』に収録されている。
毎日放送制作のゴルフ中継では、三原の楽曲を利用するケースが多かった。但し、楽曲によっては提供コメントを入れる関係などで曲を編集して使っていた。

## 三原のアルバムに参加した主なミュージシャン
- ピアノ：国府弘子
- ギター：梶原順、松木恒秀
- ベース：岡沢章、渡辺直樹、青木智仁
- ドラムス：渡嘉敷祐一、石川雅春、則竹裕之
- サクソフォーン：本田雅人（主にEWIを演奏）、黒葛野敦司
- トランペット：エリック宮城、吉田憲司、西村浩二
- トロンボーン：新井英治、清岡太郎
- パーカッション：斎藤ノブ、浜口茂外也